# Mercy (2009)
Mercy ist ein US-amerikanisches Filmdrama aus dem Jahr 2009. Patrick Hoelck übernahm die Regie, Scott Caan lieferte das Drehbuch, produzierte den Film und spielte die Hauptrolle.

## Handlung
Der Film erzählt in nicht-chronologischer Reihenfolge in drei Kapiteln die Geschichte des Bestsellerautors Johnny Ryan, der erfolgreich Liebesromane veröffentlicht. Im 1. Kapitel, betitelt mit „Davor“, konzentriert sich Johnnys Liebesleben zunächst auf One-Night-Stands. Von wahrer Liebe hat er wenig Ahnung, auch wenn er hauptberuflich darüber schreibt. Auf einer Party anlässlich der Veröffentlichung seines neuesten Romans lernt er Mercy Bennett kennen, die ihn abblitzen lässt. Einige Tage später bespricht er mit seinem Agenten Jake die soeben erschienenen ersten Kritiken seines Buches, die durchweg positiv ausgefallen sind, bis auf den Verriss von Mercy Bennett. Johnny sucht Mercy daraufhin im Hotel auf und bittet sie, sein Buch mit ihm persönlich zu besprechen. Mercy geht auf das Angebot ein und trifft sich ab diesem Zeitpunkt regelmäßig mit Johnny. Es entwickelt sich eine Liebesbeziehung. Mercy will und muss zurück nach New York, Johnny bittet sie zu bleiben. Es folgt ein mit „Nachher“ betitelter Schnitt und Johnny, nun vollbärtig und sehr verzweifelt, beginnt eine Schlägerei in einer Bar. Er landet in einer Arrestzelle und wird von Dane dort abgeholt. Als er mit seinen Freunden einen Club besucht, trifft er auf Heather, mit der er im Jahr zuvor einen One-Night-Stand geplant hatte, die er wegen Mercy aber versetzte. Johnny begleitet Heather in ihre Wohnung, die Nacht endet für beide in völliger Frustration. Bei einem Abendessen bei Dane und Chris wird Johnny Robin vorgestellt, die er durchaus sympathisch findet. Als Robin von ihrem toten Ehemann erzählt, verlässt Johnny abrupt die Wohnung. Er sucht Trost bei seinem Vater Gerry. In verschiedenen Rückblenden werden Ausschnitte aus der Beziehung mit Mercy gezeigt. In einer der Sequenzen aus der Vergangenheit sieht man die Asthmatikerin Mercy in einem Fahrstuhl stehen. Der Fahrstuhl bleibt stecken und Mercy erleidet einen Asthmaanfall. Ihre Handtasche mit dem rettenden Spray hat Mercy in Johnnys Auto vergessen. Sie stirbt und Johnnys Veränderung erklärt sich mit Mercys plötzlichem Tod. Das letzte Kapitel, betitelt mit „Sechs Monate später“ zeigt wieder eine Party anlässlich der Veröffentlichung von Johnnys viertem Buch. Auf dieser Party trifft er Robin wieder und willigt ein, mit ihr über das neue Buch mit dem Titel „Mercy“ zu reden.

## Synchronisation
Die deutsche Synchronfassung entstand unter der Dialogregie von Simon Mora, der auch das Dialogbuch verfasste.
| Rolle         | Darsteller        | Synchronsprecher     |
| ------------- | ----------------- | -------------------- |
| Johnny Ryan   | Scott Caan        | Jochen Bendel        |
| Mercy Bennett | Wendy Glenn       | Claudia Jacobacci    |
| Dane          | Troy Garity       | Matthias Klie        |
| Gerry Ryan    | James Caan        | Jürg Löw             |
| Jake          | Dylan McDermott   | Henrik van Ypsilon   |
| Robin         | Erika Christensen | Carolin Sophie Göbel |
| Eric          | John Boyd         | Julian Manuel        |

## Rezeption
Das Lexikon des internationalen Films urteilte: „Tragische Liebesgeschichte, in der viel über Beziehungen geredet wird, die dennoch kaum zu Herzen geht. Beachtlich ist die Leistung des Hauptdarstellers, der mit seinem leiblichen Vater eine überzeugende Vater-Sohn-Beziehung spielt.“
Roger Ebert fand die Geschichte „vorhersehbar und nicht sehr befriedigend“, die Stärke des Films liege in der Leistung der Schauspieler. Ebert vermisste ein „wenig mehr Tiefe“. Michael Ordoña schrieb in der Los Angeles Times: „Mercy ist ein romantisches Drama mit einigen guten Qualitäten – darunter Ernsthaftigkeit und starke darstellerische Leistungen – aber nicht genug, um über die beanspruchten Klischees hinweg zu kommen.“